# 1954년 브리티시 엠파이어 코먼웰스 게임
1954년 브리티시 엠파이어 코먼웰스 게임 (1954 British Empire and Commonwealth Games)은 오늘날 코먼웰스 게임의 전신인 '브리티시 엠파이어 코먼웰스 게임'의 첫번째 대회이다. 1954년 7월 30일부터 8월 7일까지 캐나다 밴쿠버에서 열렸다. 이전 대회까지는 브리티시 엠파이어 게임 (British Empire Games)라는 명칭을 사용했으나 1952년 '코먼웰스'라는 명칭을 추가하기로 결정하면서 이름이 바뀌었다.
이 대회 육상경기는 로저 배니스터와 존 랜디의 '미라클 마일' 승부로 유명하다. 당시 두 선수가 4분 미만의 기록을 세웠는데, 4분대를 깬 것도 모자라 두 사람이 한 레이스에서 동시에 달성한 것은 역사상 처음 있는 일이었다. 같은 날 오후, 마라톤 세계 최고 기록 보유자였던 짐 피터스는 후발주자보다 17분 앞서 경기장에 1등으로 들어왔지만, 마지막 바퀴에서 쓰러져 결국 완주하지 못했다.
이번 대회에는 24개국 662명의 선수가 참가했다.

## 경기 종목
- 수상  (자세히)
  -  다이빙 (자세히)
  -  수영 (자세히)
  -  수구 (자세히)
- 육상 (자세히)
- 복싱 (자세히)
- 사이클 (자세히)
- 론볼 (자세히)
- 역도 (자세히)
- 조정 (자세히)
- 레슬링 (자세히)
- 펜싱 (자세히)

## 경기장
- 개폐회식, 육상: 엠파이어 스타디움, 헤이스팅스 파크
- 볼: 웨스트 포인트 그레이 클럽, 뉴 웨스트 클럽
- 복싱: 엑시비션 포럼, 퍼시픽 내셔널 엑시비션
- 사이클: 엠파이어 오벌 (트랙 종목), 이스트 브로드웨이 1155번지 (도로 종목)
- 펜싱: 로드 바잉 스쿨, 웨스트 포인트 그레이
- 조정: 벤더 운하, 칠리웍
- 수영, 다이빙: 엠파이어 풀, 브리티시컬럼비아 대학교 수영장, 웨스트 포인트 그레이
- 역도: 엑시비션 가든스, 퍼시픽 내셔널 엑시비션
- 레슬링: 케리스데일 아레나
- 선수촌: 브리티시컬럼비아 대학교, 웨스트 포인트 그레이

## 참가국

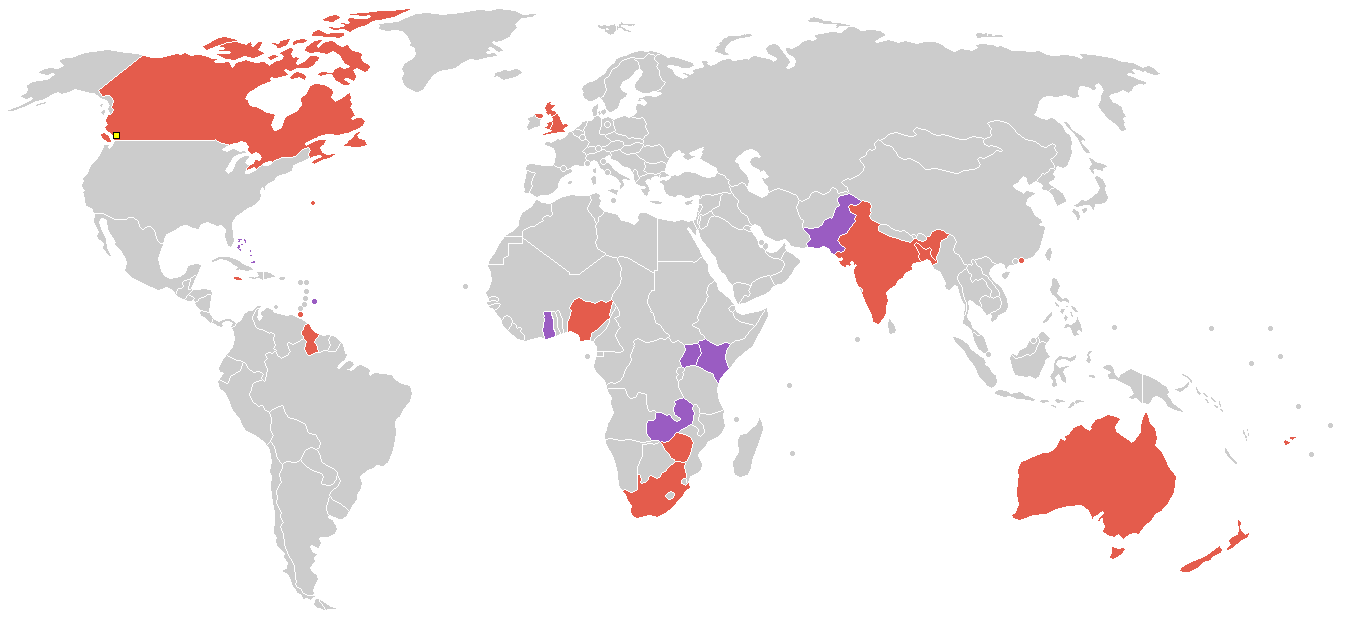
참가국 지도 (보라색은 첫 참가)

제4회 브리티시 엠파이어 게임에는 총 24개 국가가 참가했다. 굵은색은 이번 대회 첫 참가국.
- 오스트레일리아
- 바하마
- 바베이도스
- 버뮤다
- 가이아나
- 캐나다
- 잉글랜드
- 피지
- 골드코스트
- 홍콩
- 인도
- 자메이카
- 케냐
- 뉴질랜드
- 나이지리아
- 북아일랜드
- 북로디지아
- 파키스탄
- 스코틀랜드
- 남아프리카 공화국
- 남로디지아
- 트리니다드 토바고
- 우간다
- 웨일스

## 메달 순위

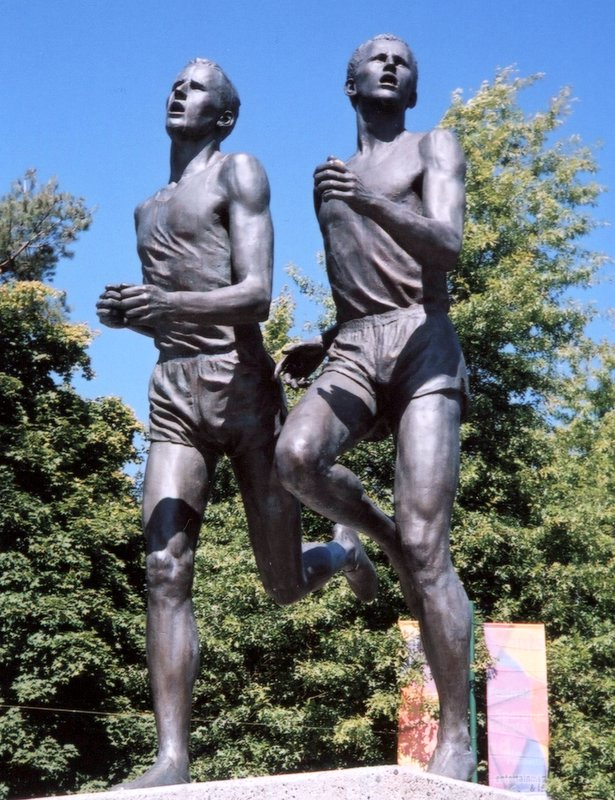
밴쿠버의 '미라클 바일' 기념 동상. 로저 배니스터와 존 랜디의 기록 경신을 기리고 있다.

*   개최국 (캐나다)
| 순위        | 나라              | 금 | 은 | 동 | 합계 |
| ----------- | ----------------- | -- | -- | -- | ---- |
| 1           | 잉글랜드          | 23 | 24 | 20 | 67   |
| 2           | 오스트레일리아    | 20 | 11 | 17 | 48   |
| 3           | 남아프리카 공화국 | 16 | 6  | 13 | 35   |
| 4           | 캐나다*           | 9  | 20 | 14 | 43   |
| 5           | 뉴질랜드          | 7  | 7  | 5  | 19   |
| 6           | 스코틀랜드        | 6  | 2  | 5  | 13   |
| 7           | 남로디지아        | 2  | 2  | 1  | 5    |
| 8           | 트리니다드 토바고 | 2  | 2  | 0  | 4    |
| 9           | 북아일랜드        | 2  | 1  | 0  | 3    |
| 10          | 북로디지아        | 1  | 4  | 3  | 8    |
| 11          | 나이지리아        | 1  | 3  | 3  | 7    |
| 12          | 파키스탄          | 1  | 3  | 2  | 6    |
| 13          | 웨일스            | 1  | 1  | 5  | 7    |
| 14          | 자메이카          | 1  | 0  | 0  | 1    |
| 15          | 바베이도스        | 0  | 1  | 0  | 1    |
| 15          | 우간다            | 0  | 1  | 0  | 1    |
| 15          | 홍콩              | 0  | 1  | 0  | 1    |
| 18          | 영국령 기아나     | 0  | 0  | 1  | 1    |
| 합계 (18개) | 합계 (18개)       | 92 | 89 | 89 | 270  |